# Shigeo Itō
Shigeo Itō (jap. 伊藤繁雄 Itō Shigeo; ur. 21 stycznia 1945 w Shūnan) - japoński tenisista stołowy, dwukrotny mistrz świata. 
Był ośmiokrotnym medalistą mistrzostw świata. Największy sukces odniósł podczas mistrzostw świata w Monachium w 1969 roku. Zdobył tam złoto indywidualnie i drużynowo oraz brąz w grze podwójnej i mieszanej.
Był sześciokrotnym mistrzem Azji (trzykrotnie drużynowo, dwukrotnie w deblu i jeden raz w grze mieszanej). 